# Naturdenkmal Klippen
Das Naturdenkmal Klippen mit einer Größe von 0,82 ha liegt am Hengstberg östlich von Oberlandenbeck im Stadtgebiet von Eslohe. Das Gebiet wurde 2008 mit dem Landschaftsplan Sundern durch den Hochsauerlandkreis als Naturdenkmal (ND) ausgewiesen.